# Relaciones Afganistán-Japón
Las relaciones Afganistán-Japón (pastún: د افغانستان او جاپان اړیکې, japonés: 日本とアフガニスタンの関係) se establecieron en 1931. En 1971, el príncipe heredero Akihito y la princesa Michiko visitaron Afganistán. Después de la invasión soviética en 1979, Japón cerró su embajada y no reconoció ninguna de las facciones en guerra. En 2002, Japón reabrió la embajada en Kabul. Desde entonces, Japón ha participado en diversos tipos de asistencia a Afganistán.